# گذرنامه مجارستانی

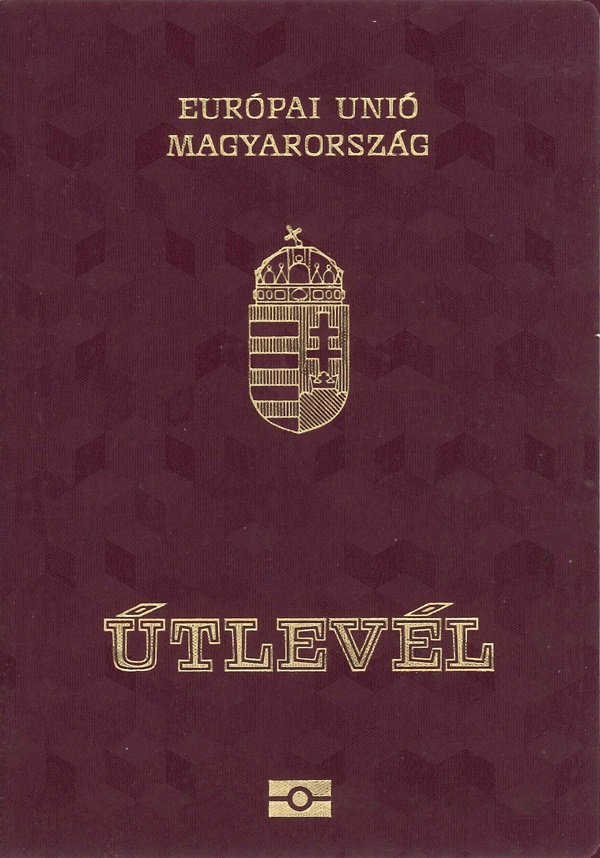
نمایی از یک‌نسخه گذرنامهٔ مجارستانی در سال ۲۰۰۶

گذرنامهٔ مجارستانی یک مدرک سفر بین‌المللی است که توسط کشور مجارستان صادر می‌شود و بنا بر داده‌های سال ۲۰۲۳، دارندگان آن می‌توانستند به ۱۸۶ کشور دیگر بدون دریافت ویزا سفر کنند یا ویزا را در بدو ورود دریافت نمایند. این گذرنامه بر اساس رتبه‌بندی شاخص گذرنامهٔ هنلی در سال ۲۰۲۳ در رتبهٔ ۷ قرار داشت.